# Nguyễn Đình Cung
Nguyễn Đình Cung là một tiến sĩ kinh tế và công chức người Việt Nam. Ông hiện là Viện trưởng Viện Nghiên cứu quản lý kinh tế trung ương, thành viên Tổ tư vấn kinh tế của Thủ tướng Nguyễn Xuân Phúc nhiệm kì 2016-2021. Ông từng là thành viên Tổ tư vấn kinh tế của thủ tướng Nguyễn Tấn Dũng nhiệm kì 2011-2016.

## Xuất thân và giáo dục
Năm 1982, ông tốt nghiệp đại học chuyên ngành Kinh tế ngoại thương tại trường Đại học Kinh tế Praha, Tiệp Khắc (cũ).
Ông có bằng thạc sĩ ngành Kinh tế Phát triển ĐH Manchester (Anh).
Ông có bằng tiến sĩ ngành Kinh tế Phát triển của Viện Nghiên cứu quản lý kinh tế Trung ương (CIEM, Việt Nam).

## Sự nghiệp
Ông từng là thành viên Tổ tư vấn kinh tế của thủ tướng Nguyễn Tấn Dũng nhiệm kì 2011-2016.
Tháng 10 năm 2013, ông giữ chức vụ Quyền Viện trưởng Viện Nghiên cứu quản lý kinh tế Trung ương.
Ngày 29 tháng 5 năm 2014, ông được Bộ trưởng Bộ Kế hoạch và Đầu tư Việt Nam bổ nhiệm chức vụ Viện trưởng Viện Nghiên cứu quản lý kinh tế Trung ương sau khi giữ chức vụ Quyền Viện trưởng 8 tháng.
Ngày 28 tháng 7 năm 2017, Tổ Tư vấn kinh tế của Thủ tướng Chính phủ Việt Nam Nguyễn Xuân Phúc nhiệm kì 2016-2021 được thành lập theo Quyết định 1120/QĐ-TTg, ông là một trong 15 thành viên.
Ông hiện là Viện trưởng Viện Nghiên cứu quản lý kinh tế trung ương, thành viên Tổ tư vấn kinh tế của Thủ tướng Nguyễn Xuân Phúc nhiệm kì 2016-2021.